# Tornike Sanikidze
Tornike Sanikidze (nascut l'1 de gener de 1989) és un jugador d'escacs georgià, que té el títol de Gran Mestre des de 2008.
A la llista d'Elo de la FIDE del desembre de 2021, hi tenia un Elo de 2464 punts, cosa que en feia el jugador número 19 (en actiu) de Geòrgia. El seu màxim Elo va ser de 2616 punts, a la llista del maig de 2012 (posició 184 al rànquing mundial).

## Resultats destacats en competició
El 2005 empatà al segon lloc a Tbilissi. El 2006 obtingué el mateix resultat a İzmir, i també a Istanbul. El 2008 guanyà a İzmir. El 2009 es proclamà campió de Geòrgia, i empatà al primer lloc a Dresden.
El 2010, va empatar als llocs 1r–8è amb Viorel Iordăchescu, Hrant Melkumian, Eduardo Iturrizaga, Qadir Huseynov, David Arutinian, Aleksei Aleksàndrov i Serguei Vólkov al 12è Obert de Dubai.
El 2012 empatà als llocs 1r-5è amb Pendyala Harikrishna, Parimarjan Negi, Tigran Gharamian i Martyn Kravtsiv a l'Obert d'escacs de Cappelle-la-Grande.
El gener de 2014 guanyà el II torneig obert Gurgaon International a l'Índia.